# Ariulf
Ariulf († 601)  Spoleto második hercege. Elődje Faroald 592-ben halt meg.
Ariulf longobárd származású volt. A logobárdok 568-as észak-itáliai inváziójuk során nagy területeket foglaltak el a bizánciaktól. Ilyen területen rendezkedett be Ariulf is, majd birtokába kerítette az ókorban épült Via Flaminia egyes pontjait, ezzel elvágta a Róma és Ravennai Exarchátus közötti útvonalat. Előrenyomulása során elfoglalt több bizánci várost és a Via Amerinát is ellenőrzése alá vonta. Hadai már Rómát fenyegették, ahol Nagy Szent Gergely pápa kénytelen volt különbékét kötni vele. Ezzel Gergely kiváltotta a Ravennában székelő Romanos bizánci exarcha rosszallását, aki magát Róma feljebbvalójának tekintette. Romanos hamarosan vissza is foglalta az elvesztett bizánci területeket.
Ariulf ezután Beneventumi I. Arechishez csatlakozott és részt vett Nápoly ostromában. Nagy győzelmet aratott Camerino mellett, ahol Paulus Diaconus szerint megjelent neki Szent Szabinus, Spoleto mártírhalált halt szentje, amelynek hatására Ariulf felvette a katolikus vallást.

## Fordítás
Ez a szócikk részben vagy egészben  az   Ariulf című angol Wikipédia-szócikk ezen változatának fordításán alapul.  Az eredeti cikk szerkesztőit annak laptörténete sorolja fel. Ez a jelzés csupán a megfogalmazás eredetét és a szerzői jogokat jelzi, nem szolgál a cikkben szereplő információk forrásmegjelöléseként.

## Magyar forrás
- Barta János (szerk.): Európa a korai középkorban (3–11. század). Multiplex Media–Debrecen University Press, Debrecen, 1997.ISBN 9630491966
- Klaniczay Gábor (szerk.): Európa ezer éve: a középkor I-II. Osiris Kiadó. Budapest, 2005. ISBN 9633898196
- Paulus Diaconus: A longobárdok története. Ford.: Gombos Ferenc Albin. Brassói Lapok Nyomdája. Brassó, 1901. (online) 165-166. old.